# Dévanos

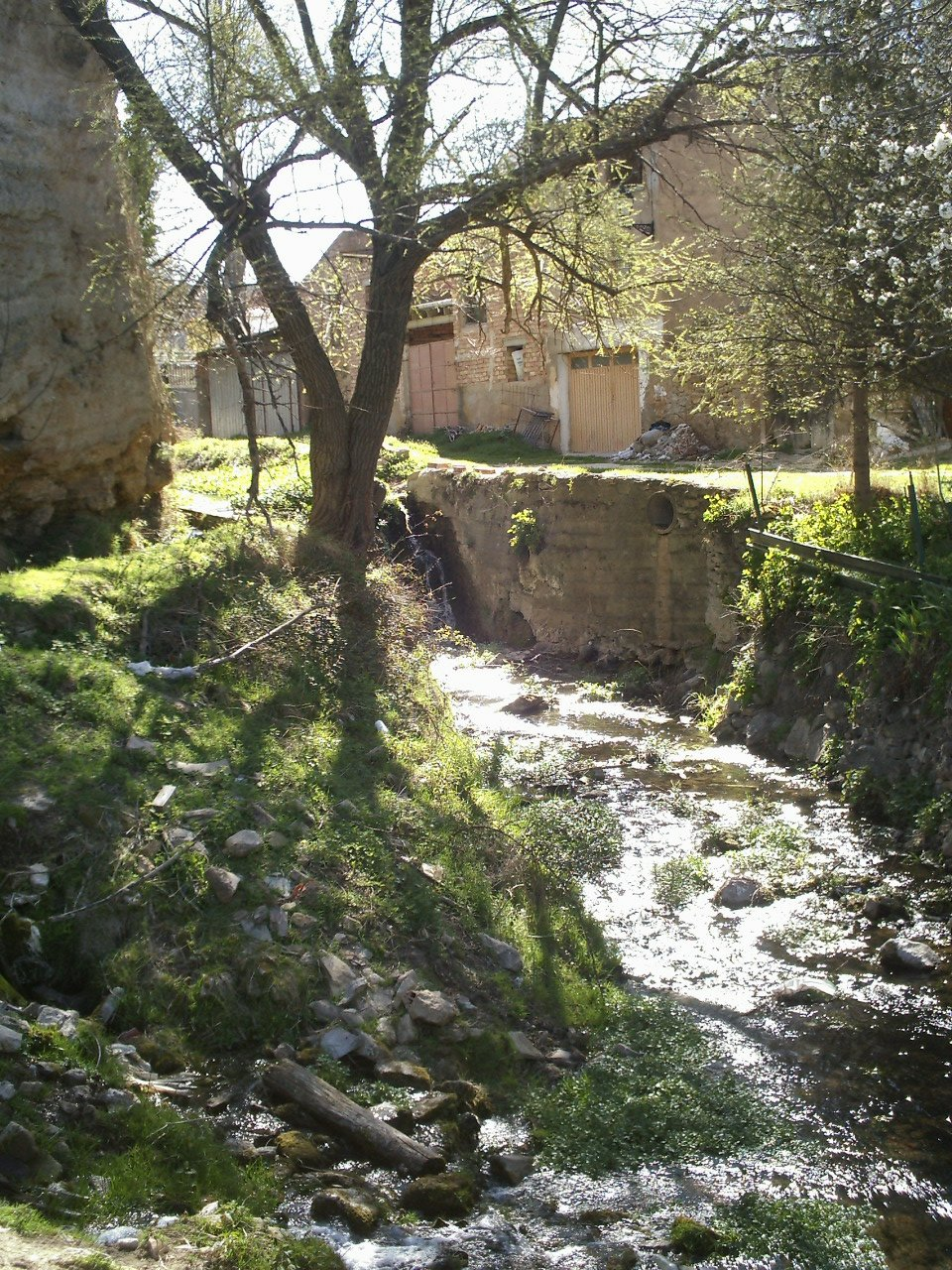
El Riu Añamaza travessant Dévanos

Dévanos és un municipi de la província de Sòria, a la comunitat autònoma de Castella i Lleó.